# Igreja Cristã Presbiteriana (1968-1975)
A Igreja Cristã Presbiteriana (ICP) foi uma denominação presbiteriana que surgiu em 1968 em Cianorte, Paraná, dissidente da Igreja Presbiteriana do Brasil. O motivo de sua separação a adesão ao pentecostalismo por parte de membros da Igreja Presbiteriana do Brasil (IPB). Como a denominação de origem não aceitou a mudança doutrinária, várias igrejas se separaram e formaram a ICP em 1968. A denominação reuniu inicialmente quarto presbitérios: Cianorte, Brasil Central, São Paulo e Vitória.
Em 1975 a denominação se uniu à Igreja Presbiteriana Independente Renovada, dissidente da Igreja Presbiteriana Independente do Brasil, para formar a atual Igreja Presbiteriana Renovada do Brasil, que, em 2016, era formada por 154.048 membros, em 1.140 igrejas e congregações.